# ウィリアム・ファウラー
ウィリアム・アルフレッド・ファウラー（William Alfred "Willy" Fowler, 1911年8月9日 - 1995年3月14日) は、アメリカ合衆国の天体物理学者。1983年「宇宙における化学元素の生成にとって重要な原子核反応に関する理論的および実験的研究」の功績によりノーベル物理学賞を受賞した。

## 生涯
ピッツバーグで生まれた。1933年オハイオ州立大学を卒業し、カリフォルニア工科大学で核物理学のPh.D.を取得。1946年、カリフォルニア工科大学の教授に就任。1966年にはマサチューセッツ工科大学、1963 年にはワシントン大学の客員教授を務めた。

## 業績
1957年にマーガレット・バービッジ、ジェフリー・バービッジ、フレッド・ホイルと共著の論文（4人の名前からB2FH論文と呼ばれる）は、恒星のなかでの元素の起源に関するその分野での重要な論文である。ファウラーは、炭素を合成するトリプルアルファ反応が働くために必要なエネルギー準位を、炭素原子核が持つことを実験で証明した。

## 受賞歴
- 1961年 -  リヒトマイヤー記念賞
- 1963年 -  ヘンリー・ノリス・ラッセル講師職
- 1970年 -  トム・W・ボナー原子核物理学賞
- 1978年 -  エディントン・メダル
- 1979年 -  ブルース・メダル
- 1983年 -  ノーベル物理学賞
- 1988年 -  ジャンスキー賞

## エポニム
- 小惑星(2762)ファウラー[2]